# Günter Lüttge
Günter Lüttge (ur. 8 lipca 1938 w Hanowerze, zm. 7 września 2000 w Ihlow) – niemiecki polityk, nauczyciel, od 1989 do 2000 poseł do Parlamentu Europejskiego.

## Życiorys
Kształcił się w Hanowerze, ukończył studia nauczycielskie. Od 1962 pracował jako nauczyciel. W 1964 wstąpił do Socjaldemokratycznej Partii Niemiec. Został wkrótce radnym Ihlow, a następnie burmistrzem tej miejscowości. Był też radnym powiatu w Aurich, w okresie 1972–1978 przewodniczył klubowi radnych SPD.  (do której wstąpił w pierwszej połowie lat. Następnie przez jedenaście lat posłował do landtagu Dolnej Saksonii.
W 1989, 1994 i 1999 z listy SPD uzyskiwał mandat deputowanego do Parlamentu Europejskiego III, IV i V kadencji. Był m.in. członkiem grupy socjalistycznej, Komisji Polityki Regionalnej, Transportu i Turystyki i innych. Zmarł w trakcie V kadencji.